# 666 – Satan's Soldiers Syndicate
666 Satan's soldiers Sindicate es el sexto álbum del grupo alemán de thrash metal, Desaster. Fue publicado el 7 de septiembre de 2007 por Metal Blade Records.

## Lista de canciones
1. "Intro" 01:22
2. "Satan's Soldiers Syndicate" 04:04
3. "Angel Extermination" 03:30
4. "Razor Ritual" 03:50
5. "Hellbangers" 03:16
6. "Fate Forever Flesh" 04:46
7. "Vile We Dwell" 03:53
8. "Tyrannizer" 05:34
9. "Venomous Stench" 02:43
10. "More Corpses For The Grave" 04:27

- Datos: Q5652838